# 北浜バスセンター
北浜バスセンター（きたはまバスセンター）は、大分県別府市北浜2丁目10-4にある亀の井バスのバスターミナルである。本項では、近隣に所在する大分交通の別府北浜バス案内所、及び、別府北浜停留所についても説明する。

## 概要

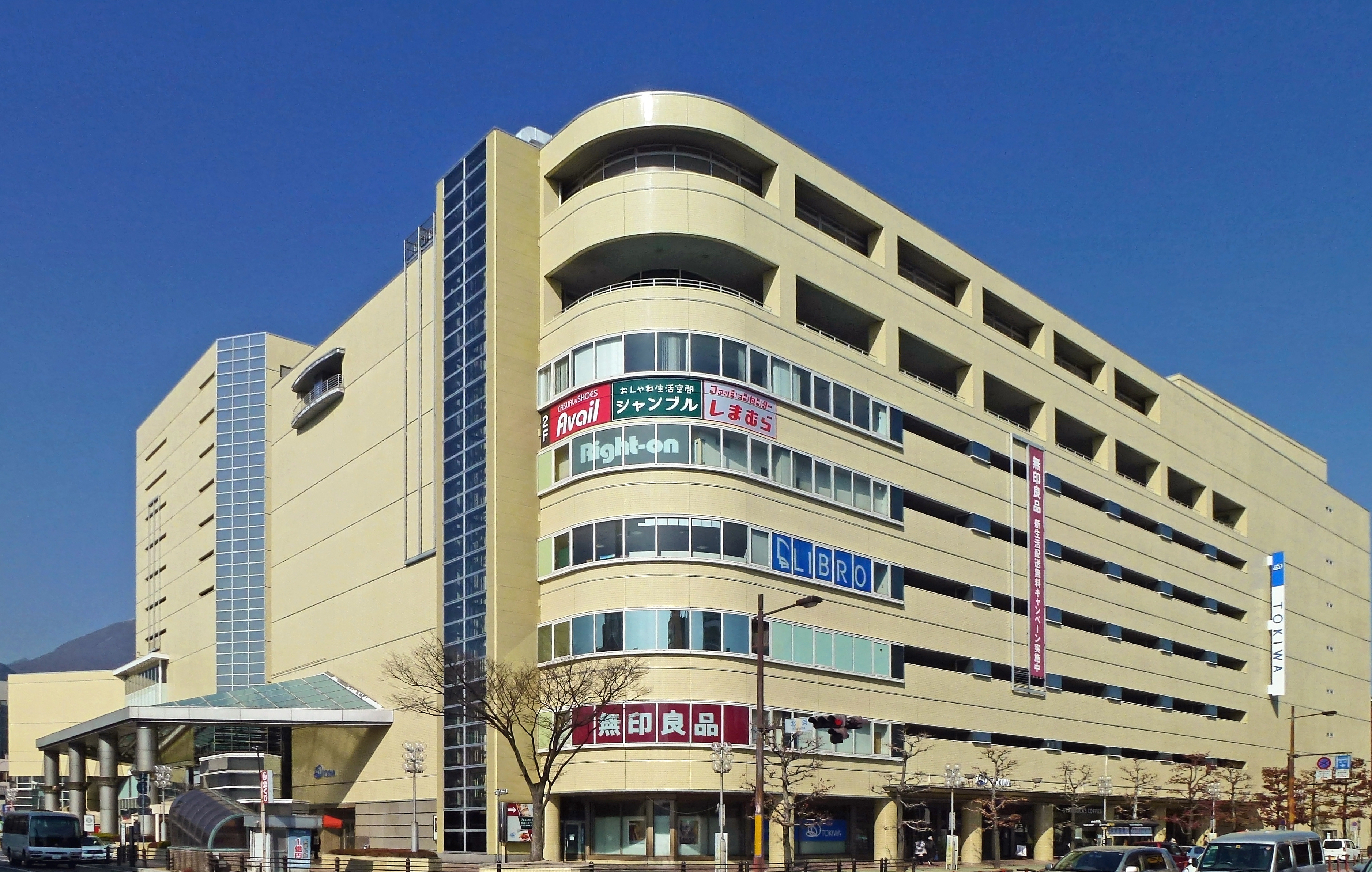
トキハ別府店。店内に大分交通チケットセンター、店舗前に1/2番のりばがある。

国道10号と駅前通り（大分県道32号別府停車場線）が交差する北浜交差点を中心とする北浜には、バス関連施設が集中しており、亀の井バスが北浜バスセンターを、また、大分交通が別府北浜バス案内所をそれぞれ設けている。また、トキハ別府店1階には大分交通のチケットセンターがある。
- 亀の井バス北浜バスセンター - 営業時間は8:30から18:30。西鉄リゾートイン別府1階にある[1]。
- 大分交通別府北浜バス案内所 - 営業時間は8:30から18:00（窓口）[2]。立売は8:30から16:30。[要出典]
- 大分交通チケットセンター - 営業時間は10:00から19:00。トキハ別府店1階にある。定休日はトキハ別府店の定休日に準じる[2][4]。

また、北浜バスセンターと別府北浜バス案内所を含め、5つのバスのりばが設けられており、以下の通番が割り振られている。各のりばにはそれぞれ以下の路線が発着する。
- 1番のりば（トキハ駅前通り側）：九州横断バス（熊本方面）、大分交通・亀の井バスの市路線バス（市内各方面）
- 2番のりば（トキハ国道側）：高速バス（福岡・関西方面）、空港連絡バス「エアライナー」（空港行）
- 3番のりば（亀の井バス北浜バスセンター）：亀の井バスの路線バス（市内各方面）、観光快速ゆふりん、定期観光バス（地獄めぐり）
- 4番のりば（大分交通別府北浜バス案内所）：大分交通の定期観光バス（国東めぐり、耶馬渓）、路線バス（大分方面）、空港連絡バス「エアライナー」（大分行・降車のみ）[5]
- 5番のりば（銀座街入口）：九州横断バス、大分交通・亀の井バスの路線バス（別府駅方面）

## 発着路線

### 亀の井バス
- 20：別府駅  - 別府北浜 - 餅ヶ浜 - フェリーさんふらわあ前 - 別大駅前 - 別大前 - 鉄輪
- 15：別府駅 - 別府北浜 - 流川8丁目 - ラクテンチ - 明豊キャンパス - 霊泉寺 - 原 - 新別府口 - 鉄輪（ - 海地獄 - 別府リハビリテーション正門）
- 16/26：鉄輪 - 柴石 -別府医療センター - 亀川駅 - フェリーさんふらわあ前 - 餅ヶ浜 - 別府北浜 - 別府駅 - 北浜 - 流川8丁目 - ビーコンプラザ - 明豊キャンパス - 霊泉寺 - 原 - 新別府口 - 鉄輪
- 16A/26A：みょうばんクリニック - 別府リハビリテーションセンター正門 - 海地獄 - 鉄輪 - 柴石 - 別府医療センター - 太陽の家 - 亀川駅 - フェリーさんふらわあ前 - 餅ヶ浜 - 北浜 - 別府駅 - 別府北浜 - 流川8丁目 - ビーコンプラザ - 明豊キャンパス - 霊泉寺 - 原 - 新別府口 - 鉄輪 - 海地獄 - 別府リハビリテーションセンター正門 - みょうばんクリニック
- 17：別府駅 - 別府北浜 - 流川8丁目 - ビーコンプラザ - 明豊キャンパス - 霊泉寺 - 原 - 新別府口 - 鉄輪 - 海地獄 - 別府リハビリテーションセンター正門
- 17：別府駅 → 別府北浜 → 流川8丁目 → ビーコンプラザ → 明豊キャンパス → スギノイパレス → 霊泉寺 → 原 → 新別府口 → 鉄輪
- 25：別府駅 - 別府北浜 - 餅ヶ浜 - 南石垣 - 中部中学校 - 鶴高正門 - 鶴見病院 - 南原 - 新別府 - 新別府口 - 鉄輪
- 23：別府駅 - 別府北浜 - 幸通り - 南石垣 - 吉弘温泉 - 石垣8丁目 - 北石垣 - 春木 - 別府大学下 - 亀川駅 - 別府医療センター
- 24：別府駅 - 別府北浜 - 餅ヶ浜 - 新港町 - 娘田 - 北石垣 - 総合庁舎 - 鉄輪 - 海地獄 - 本坊主 - みょうばんクリニック - 明礬 - 湯山 - 立命館アジア太平洋大学
- 28：別府駅 - 別府北浜 - 餅ヶ浜 - 南石垣 - 中部中学校 - 西別府病院正門 - 南立石二区
- 19：別府駅 - 別府北浜 - 流川8丁目 - 河内 - 鳥越 - 内成公民館 - かいがけ
- 別府湯布院線（観光快速「ゆふりん号」）
（別府北浜 → 別府駅前 → / 別府駅前 ← 別府北浜 ←）別府交通センター - フェリーさんふらわあ前 - 汐見町 - 娘田（→ 鉄輪 → / 鉄輪口 ← 海地獄前 ← ）本坊主 - 別府自衛隊前 - 別府ロープウェイ - 鳥居（志高湖入口） - 城島高原パーク - 猪の瀬戸 - 由布登山口 - 中の原 - 岳本（金鱗湖入口）- 由布見通り入口 - 由布院駅前バスセンター

### 大分交通・国東観光バス
- AS70：大分駅 - 新川 - かんたん - 高崎山 - 別府北浜 - 別府交通センター - 第三埠頭 - 亀川駅前 - 関の江 - 日出 - 会下 - 杵築バスターミナル - 住吉浜 - 安岐 - 大分空港 - 武蔵 - 国東
- AS71：大分駅 - 新川 - かんたん - 高崎山 - 別府北浜 - 別府交通センター - 南須賀入口 - 亀川駅前 - 関の江大交車庫
- AS72：大分駅 ← 新川 ← かんたん ← 高崎山 ← 別府北浜 ← 別府交通センター ← 第三埠頭 ← 亀川駅前 ← 関の江大交車庫
- AS73：大分駅 ← 田室町 ← かんたん ← 高崎山 ← 別府北浜 ← 別府交通センター ← 第三埠頭 ← 亀川駅前 ← 関の江大交車庫
- AS60：大分駅 - 新川 - かんたん - 高崎山 - 別府駅 - 別府北浜 - 南石垣 - 吉弘温泉 - 石垣八丁目 - 春木 - 新別府 - 鉄輪
- 60：別府駅 - 別府北浜 - 南石垣 - 吉弘温泉 - 石垣八丁目 - 春木 - 新別府 - 鉄輪
- AS61：大分駅 - 新川 - かんたん - 高崎山 - 別府駅 - 別府北浜 - 別府市役所下 - 鶴高正門前 - 春木 - 新別府 - 鉄輪
- 61：別府駅 - 別府北浜 - 別府市役所下 - 鶴高正門前 - 春木 - 新別府 - 鉄輪
- 62：別府駅 - 別府北浜 - 南石垣 - 吉弘温泉 - 石垣八丁目 - 春木 - 別府大学下 - 亀川駅
- 80：別府駅 - 別府北浜 - 別府交通センター - 第三埠頭 - 亀川駅前 - 関の江 - 豊岡駅 - 団地南区 - 上神田 - 暘谷駅 - 日出役場 - 日出 - 会下
- 81：別府駅 - 別府北浜 - 別府交通センター - 第三埠頭 - 亀川駅前 - 関の江 - 豊岡駅 - 団地南区 - 辻間団地
- 杵築BT - 日出  -  亀川駅前 - 別府北浜 - 高崎山 - 大分新川 - 大分駅前（国東観光バスが運行）

#### APU線
立命館アジア太平洋大学（APU）へのアクセス路線。以前は休校日運休だったが、現在は毎日運行されており、別府市内の一般路線としても役割を果たしている。車両は元エアライナー用の車両や大型路線車が使用されている。なお、大分駅発着便については、平日かつ休校日の場合は関の江大交車庫発着（別大線）での運行、土曜・休日は登校日であっても運休となる。大分交通が運行。
- 50：別府駅 - 別府北浜 - 別府交通センター - 南須賀入口 - 春木川 - 亀川駅 - 立命館アジア太平洋大学
- 51：別府駅 - 別府北浜 - 南石垣 - 吉弘温泉 - 石垣八丁目 - 春木川 - 亀川駅 - 立命館アジア太平洋大学
- AS54：大分駅 - 新川 - かんたん - 高崎山 - 別府北浜 - 別府交通センター - 南須賀入口 - 春木川 - 亀川駅 - 立命館アジア太平洋大学
- 55（快速便）：別府駅 - 別府北浜 - 京町 - 餅ヶ浜 - (亀川バイパス) - 立命館アジア太平洋大学

### 高速・空港連絡バス
- 別府・大分 - 福岡「とよのくに号」（ノンストップ便）（西日本鉄道と亀の井バスが共同運行）
- 別府・大分 - 神戸・大阪・京都「SORIN号」（大分バス、近鉄バスが共同運行）
- 大分空港 - 別府・大分「エアライナー」（大分交通が運行）
- 大分・別府 - 長崎「サンライト号」（大分交通、大分バス、長崎自動車、長崎県交通局が共同運行）
- 別府・由布院 - 黒川温泉・阿蘇・熊本「九州横断バス」（九州産交バスによる単独運行）

## 周辺
- トキハ別府店
- ゆめタウン別府
- 別府タワー
- 別府駅